# Kladogram
Et kladogram viser slægtskabsforhold grafisk, men fremstillingen afviger på følgende måde fra evolutionære stamtræer:
- Ved en forgrening findes der altid kun to grene (dichotom forgrening).
- Forgreningerne bliver ikke vægtet, og man har altså ingen målestok for den ændring, der skal vises i kladogrammet. (I de evolutionære stamtræer kan man vise målestokken ved forskellig længde på forgreningerne. Se også divergens).
- Der findes ingen absolut tidsakse.
- Alle begivenheder i artudspaltningen vises så realistisk som muligt.

Hver gren er begrundet i et afledt træk. Hvad dette træk skal være for et, er genstand for forskning. For eksempel kan man adskille de højere pattedyr fra pungdyrene ved de førstes moderkage (placenta), mens de sidstnævnte kan adskilles fra de højere pattedyr ved, at de har færre mælketænder. Pungen er derimod ikke et adskillende kendetegn, for den er opstået flere gange hos pungdyrene (konvergens), og desuden er det ikke alle pungdyr, der har en pung.